# Dionisi el Periegeta
Dionisi el Periegeta (grec antic: Διονύσιος ὁ Περιηγητής, llatí: Dionysius Periegetes, literalment 'el de la descripció') fou un poeta grec que va escriure una periegesi o descripció de la terra en versos hexàmetrics que s'ha conservat.
Va viure en temps dels emperadors romans: s'ha situat en temps d'August, de Neró i de Marc Aureli, i també en temps de Septimi Sever i els seus fills. Eustaci de Tessalònica, el seu comentarista, tenia dubtes sobre l'època en què va viure, però probablement devia ser al segle iii, perquè parla dels huns, o al segle iv. Eustaci el fa africà de naixement, però la Suïda diu que era nascut a Bizanci o en algun lloc molt pròxim.
La Periegesi de Dionís conté una descripció de tota la terra coneguda al seu temps, i l'autor segueix fidelment les opinions d'Eratòstenes. Està escrita en un estil cuidat, i va ser molt coneguda en el seu temps. Aviè en va fer una traducció al llatí, i Priscià de Cesarea una altra en 1087 versos hexàmetres. Eustaci en va fer un comentari molt valuós, que també es conserva.
A part d'aquesta obra, Eustaci de Tessalònica també li atribuí les obres següents: λιθικά (Sobre les pedres), ὀρνιθικά (Sobre els ocells, que s'atribueix també a un Dionís de Filadelfia) i Βασσαρικά (Dionisíaques). Esteve de Bizanci cita sovint aquesta darrera obra.